# Суринам
Сурина́м (нидерл. Suriname, МФА: [ˌsyːriˈnaːmə], сранан-тонго Sranan), официальное название — Респу́блика Сурина́м (нидерл. Republiek Suriname, сранан-тонго Ripoliku Sranan), ранее также неофициально известна как Нидерла́ндская Гвиа́на — государство на северо-востоке Южной Америки.
Граничит с республикой Гайана на западе, Французской Гвианой на востоке, Бразилией на юге и омывается водами Атлантического океана на севере.
Столица — Парамарибо.
Официальный язык — нидерландский.

## Этимология
Бывшая колония Нидерландов, Нидерландская Гвиана в 1975 году провозгласила независимость и приняла название «Суринам» — от гидронима Суринам — река, впадающая в Атлантический океан, на которой находится столица государства. Этимологию гидронима связывают с наименованием племени сурима (англ. Surinen).

## Физико-географическая характеристика

### Географическое положение
Суринам — наименьшая страна Южной Америки по населению. По площади меньше неё только Панама, частично расположенная в Северной Америке. Страну можно условно поделить на две части: север и юг. На севере, у побережья Атлантики, живёт бо́льшая часть населения, земли обрабатываются. На юге населения почти нет, территория покрыта саванной и тропическими дождевыми лесами.

### Рельеф
Южнее прибрежной полосы находятся холмы предгорий Гвианского плоскогорья, покрытые саванной. Почвы в основном состоят из песка и глины, поэтому малопригодны для земледелия.
Внутренняя южная часть Суринама занята Гвианским плоскогорьем, высшая точка которого — гора Юлиана (1230 м). Этот район страны покрыт непроходимой сельвой и не играет большой роли в экономике Суринама из-за отсутствия населения, однако богат разнообразной флорой и фауной.

### Климат
Расположенный у экватора, Суринам отличается жарким и влажным климатом. Температура воздуха практически не изменяется от сезона к сезону (колебания в пределах 2 °C), среднегодовое значение в Парамарибо составляет +26 °C. В году два сезона дождей: с декабря по начало февраля и с конца апреля по середину августа. В среднем за 200 дождливых дней в год выпадает 2000—2500 мм осадков.
Сильные пассатные ветра.

### Гидрография
Реки Суринама (Корантейн, Коппенаме, Суринам, Марони и другие) многоводны, но порожисты. Судоходство по ним для крупных и средних судов возможно только в устьях. Небольшие суда могут подниматься вверх по течению некоторых рек на 300 км, связывая труднодоступные внутренние районы с побережьем.
На северо-востоке страны расположено большое водохранилище Брокопондо, созданное в 1964 году для обеспечения электроэнергией заводов по производству алюминия. Через него протекают реки Суринам, Никкери и Марони.

### Экология
Вырубка ценных пород деревьев для экспорта приводит к обезлесению. Внутренние водотоки сильно загрязняются в процессе добычи полезных ископаемых.
Уровень обезлесения в Суринаме остаётся одним из самых высоких среди всех стран Амазонского региона.

## Политическое устройство
Суринам по форме правления является республикой. Глава государства и правительства — президент, избираемый парламентом на 5-летний срок (количество сроков президентства не ограничено). С июля 2025 года — Дженнифер Гирлингс-Саймонс.
Парламент — однопалатная Национальная ассамблея, 51 депутат, избирается населением на 5-летний срок.
По результатам выборов в мае 2010:
- Мегакомбинация (в том числе Национально-демократическая партия) — 23 депутата
- Новый фронт за демократию и развитие — 14 депутатов
- А-комбинация — 7 депутатов
- Народный альянс за прогресс — 6 депутатов
- Партия за демократию и развитие через единство — 1 депутат

### Административное деление
Суринам делится на 10 округов.
| №   | Округ      | Административный центр | Площадь, км² | Население (2004), чел. | Плотность, чел./км² |
| --- | ---------- | ---------------------- | ------------ | ---------------------- | ------------------- |
| 1.  | Брокопондо | Брокопондо             | 7364         | 14 215                 | 1,93                |
| 2.  | Коммевейне | Ньив-Амстердам         | 2353         | 24 649                 | 10,48               |
| 3.  | Корони     | Тотнесс                | 3902         | 2887                   | 0,74                |
| 4.  | Маровейне  | Албина                 | 4627         | 16 642                 | 3,60                |
| 5.  | Никкери    | Ньив-Никкери           | 5353         | 36 639                 | 6,84                |
| 6.  | Пара       | Онвервахт              | 5393         | 18 749                 | 3,48                |
| 7.  | Парамарибо | Парамарибо             | 183          | 242 946                | 1327,57             |
| 8.  | Сарамакка  | Гронинген              | 3 636        | 15 980                 | 4,39                |
| 9.  | Сипаливини | отсутствует            | 130 567      | 34 136                 | 0,26                |
| 10. | Ваника     | Лелидорп               | 442          | 85 986                 | 194,54              |
|     | Всего      |                        | 163 820      | 492 829                | 3,01                |

## История
До прихода европейцев Суринам населяли племена кочевников-араваков, карибов и варрау.
Прибрежная часть Суринама была открыта одной из первых испанских экспедиций к Южной Америке — Алонсо де Охеды и Висенте Пинсона, в 1499 году. Побережье впервые было нанесено на карту в 1500, после экспедиции другого испанского конкистадора — Диего Лепе. Название страна получила от реки, протекающей по её территории.
Колонизация Суринама началась лишь в первой половине XVII века и осуществлялась англичанами. Однако в 1667 году Англия передала Суринам Нидерландам в обмен на Новый Амстердам (территория нынешнего Нью-Йорка). С тех пор, за исключением 1799—1802 и 1804—1816 годов, Суринам в течение трёх веков был владением Нидерландов.
В конце XVII века Суринам стал ведущим поставщиком сахара в страны Европы. Для возделывания сахарного тростника в Суринаме была создана плантационная система хозяйства, для работы на плантациях были завезены негры-рабы из Африки.
Во второй половине XIX века в Суринаме произошёл экономический спад. Главными причинами были налаживание в Европе собственного производства сахара из свёклы и возникшая после отмены в 1863 году рабства нехватка рабочей силы, поскольку освобождённые негры ушли с плантаций в города. Эта проблема была решена только в конце XIX — начале XX веков иммиграцией в Суринам более 60 тысяч индийцев и индонезийцев, а также китайцев.

С появлением иммигрантов из Азии структура хозяйства Суринама резко изменилась — на смену плантационному хозяйству пришло мелкособственническое крестьянское хозяйство. В 1920-х годах началось развитие промышленности Суринама, основой которой стали рудники по добыче бокситов и золота, а также предприятия по переработке различных видов сельскохозяйственной продукции.
С 1922 г. страна официально перестала называться колонией и превратилась в Присоединённую территорию Королевства Нидерландов.
В 1954 г. она получила автономию (в ведении Нидерландов остались только оборона и иностранные дела), а с 25 ноября 1975 г. стала независимой республикой Суринам. В наследство от колониального времени остались низкий уровень экономического развития, и национальная рознь между креольской (40 % населения в 1975 году) и индийской (36 % населения в 1975 году) общинами.
В 1969 году Суринам участвовал в пограничном конфликте с соседней Гайаной.
В ноябре 1977 г. в стране прошли первые выборы, на которых победу одержала национальная партия (выражала интересы креолов) во главе с премьер-министром Хенком Арроном, получившая 22 места в парламенте из 39. Остальные достались оппозиционной демократической партии во главе с миллионером Хагернатом Лахмоном.
25 февраля 1980 г. в Суринаме был совершён военный переворот. Он был организован 34-летним старшим сержантом Дези Баутерсе (тренером армейской баскетбольной команды), с помощью ещё 15 сержантов. Баутерсе стал править Суринамом как диктатор, глава созданного им Национального Военного Совета (присвоив себе воинское звание подполковника — высшее в суринамской армии). Он распустил парламент, отменил конституцию, ввёл в стране чрезвычайное положение и создал специальный трибунал, который рассматривал дела членов прежнего правительства и предпринимателей. Баутерсе провозгласил «программу морального оздоровления суринамской нации». Несколько деятелей прежнего правительства были казнены. В ответ на это Нидерланды прекратили оказывать финансовую помощь Суринаму. Тем временем Баутерсе стал национализировать промышленность Суринама. После этого в Суринаме возникли большие экономические трудности (производство продукции резко снизилось), начались забастовки и акции протеста населения.
В 1986 г. в Суринаме началась партизанская война против режима Баутерсе. Её организовал Ронни Брюнсвийк, один из 15 сержантов, участвовавших в перевороте под руководством Баутерсе. Брюнсвейк после переворота не был повышен в звании, поэтому он, будучи мароном («лесным негром»), обвинил режим Баутерсе (креола-мулата) в расизме и создал из «лесных негров» партизанскую армию, активно действовавшую на востоке Суринама.
В 1987 г. Баутерсе согласился на восстановление конституции и проведение выборов, на условии, что он остаётся главой вооружённых сил Суринама.
В 1990 г. Баутерсе вновь сверг избранное правительство, однако в 1991 г. разрешил провести новые выборы и перестал быть правителем Суринама. С тех пор Суринамом управляют коалиционные правительства. Экономическая ситуация в Суринаме улучшилась в результате диверсификации хозяйства и разработки месторождений нефти.
С 1991 по 1996 год президентом страны был Рональд Венетиан. С 1996 по 2000 год — Жюль Вейденбос и с 2000 года по 2010 год — снова Рональд Венетиан. 25 мая 2010 года состоялись очередные выборы в парламент, в результате которых победила правящая Национальная Демократическая партия и её кандидат на пост президента — бывший правитель Дези Баутерсе.

## Население
| Этнорасовый состав Суринама | Этнорасовый состав Суринама | Этнорасовый состав Суринама | Этнорасовый состав Суринама | Этнорасовый состав Суринама |
| Этнические группы           |                             |                             | percent                     |                             |
| --------------------------- | --------------------------- | --------------------------- | --------------------------- | --------------------------- |
| Индийцы                     |                             |                             | 27.4 %                      |                             |
| Мароны                      |                             |                             | 21.7 %                      |                             |
| Креолы                      |                             |                             | 15.7 %                      |                             |
| Яванцы                      |                             |                             | 13.7 %                      |                             |
| Смешанные                   |                             |                             | 13.4 %                      |                             |
| Индейцы                     |                             |                             | 3.8 %                       |                             |
| Китайцы                     |                             |                             | 1.5 %                       |                             |
| Белые                       |                             |                             | 0.3 %                       |                             |
| Другие                      |                             |                             | 2.5 %                       |                             |

Численность населения — 566,8 тысяч человек (2013).
Годовой прирост — 1,15 %;
Рождаемость — 17,1 на 1000 (фертильность — 2,04 рождений на женщину);
Смертность — 6,15 на 1000;
Средняя продолжительность жизни — 69 лет у мужчин, 74 года — у женщин.
Заражённость вирусом иммунодефицита (ВИЧ) — 1 % (в 2009 году).
Городское население — 69 % (2010).
Этнорасовый состав (2012):
- афросуринамцы 36,14 %
  - мароны («лесные негры») 21,7 %
  - креолы 15,7 %
- индийцы 27,4 %
- яванцы 13,7 %
- смешанный 13,4 %
- другие 7,6 %
- нет данных 0,6 %

Грамотность — 92 % мужчин, 87,4 % женщин.
Религии (2012, оценка):
- христианство 49,6 %, в том числе:
  - протестанты 23,6 %, в том числе:
    - баптисты 11,2 %
    - мораване 11,2 %
    - реформисты 0,7 %
    - лютеране 0,5 %

  - католики 21,6 %
  - Свидетели Иеговы 1,2 %
  - прочие христиане 3,2 %
- индуизм 22,3 %
- ислам 13,8 %
- атеисты 7,5 %
- винти 1,8 %
- другие 1,7 %
- нет данных 3,2 %

### Языки
Официальный язык страны — нидерландский. Наряду с ним, местное население говорит на следующих языках: акурио, аравак, вайвай, варао, ваяна, восточномарунский креольский, гайанский креольский, кариб, карибский хиндустани, карибский яванский, квинти, маваяна, ндьюка-трио пиджин, сарамакканский, сикиана, сранан, трио, хакка. Также в стране используются английский, корейский, нидерландский жестовый, португальский и севернолевантийский диалект арабского языка.

## Экономика
Экономика Суринама базируется на добыче бокситов и экспорте алюминия, золота и нефти (85 % экспорта и 25 % доходной части госбюджета). Развивается программа добычи нефти на морском шельфе — государственная нефтяная компания Суринама в 2004 году заключила договоры с несколькими западными нефтяными компаниями. Для развития добычи бокситов и золота Суринаму оказывают помощь Нидерланды, Венгрия, Бельгия и Европейский фонд содействия и развития.
ВВП на душу населения в 2009 году — 9,5 тыс. долл. (112-е место в мире).
Сфера обслуживания — 65 % ВВП, 78 % работающих.
Промышленность (25 % ВВП, 14 % работающих) — добыча бокситов, золота, нефти, производство алюминия; лесная промышленность, пищевая промышленность, обработка рыбы и морепродуктов.
Сельское хозяйство (10 % ВВП, 8 % работающих) — рис, бананы, кокосы, арахис; скот, птица.
В Суринаме под рис используются около половины пахотных угодий, при этом 43 процента урожая риса поставляется на внешний рынок (2013).

### Внешняя торговля
По состоянию на 2016 год:
Экспорт — 1,6 Миллиардов ам. долл. Главные товары: золото (64 %), нефть и нефтепродукты (8,6 %), лесоматериалы (4,3 %), бананы, рис, бокситы, креветки, рыба. Главные покупатели: Швейцария (30 %), Объединенные Арабские Эмираты (27 %), Бельгия и Люксембург (9,6 %), Гайана (5,6 %) и США (4,5 %).
Импорт — 1,32 Миллиардов ам. долл. Главные товары: нефтепродукты, машины и оборудования (в том числе горнодобывающие и автомобили), химические товары, продукты питания. Главные поставщики: США (24 %), Тринидад и Тобаго (13 %), Нидерланды (13 %), Китай (8,6 %) и Сент-Люсия (3,2 %).
Входит в международную организацию стран АКТ.

### Территориальные споры
Правительство Суринама инициировало территориальный спор с Гайаной по вопросу о государственной принадлежности морского шельфа в прибрежной зоне. Правительство Гайаны вознамерилось заключить СРП с транснациональными корпорациями о предоставлении им права бурения скважин и добычи полезных ископаемых с морского дна, правительство Суринама, само желало выступать субъектом СРП, воспротивилось указанной инициативе, обратилось в Голландскую архивную службу с запросом о предоставлении архивных документов — документальных подтверждений принадлежности спорных территорий Суринаму, как правопреемнику голландских колониальных владений.

## СМИ (средства массовой информации)
Государственная телекомпания — STVS (Surinaamse Televisie Stichting — «Суринамский телевизионный фонд») включает в себя одноимённый телеканал, государственная радиокомпания — SRS, включает в себя одноимённый радиоканал.

## Культура

### Праздники
| Дата       | Русское название   | Местное название             | Примечания    |
| ---------- | ------------------ | ---------------------------- | ------------- |
| 1 января   | Новый год          | Nieuw jaar                   |               |
| 27 февраля | Карнавал           | Curacao Carnival             | Дата меняется |
| 1 мая      | День трудящихся    | Dag van de arbeid            |               |
| 1 июля     | Отмена рабства     | Keti Koti                    |               |
| 25 ноября  | День независимости | Dag van de onafhankelijkheid |               |
| 25 декабря | Рождество          | Kerst                        |               |